# Agathomyia pulchella
Agathomyia pulchella är en tvåvingeart som först beskrevs av Johnson 1908.  Agathomyia pulchella ingår i släktet Agathomyia och familjen svampflugor. Inga underarter finns listade i Catalogue of Life.